# Moyock, North Carolina
Moyock, North Carolina (енгл. Moyock) насељено је место без административног статуса у америчкој савезној држави Северна Каролина.

## Демографија
По попису из 2010. године број становника је 3.759.
| Група             | 2000.    | 2010.         |
| Белци             | 0 (0,0%) | 3.255 (86,6%) |
| Афроамериканци    | 0 (0,0%) | 259 (6,9%)    |
| Азијати           | 0 (0,0%) | 45 (1,2%)     |
| Хиспаноамериканци | 0 (0,0%) | 134 (3,6%)    |
| Укупно            | 0        | 3.759         |